# Олзоев, Базар Васильевич
Базар Васильевич Олзоев (9 декабря 1926, с. Бильчир (ныне Осинский район (Иркутская область)) — 4 июля 1969, Улан-Удэ) — бурятский советский музыковед, специалист по истории и развитию бурятской музыки. Кандидат искусствоведения (1965).

## Биография
В 1956—1958 работал пианистом-концертмейстером в хореографическом училище г. Алма-Ата.
После окончания в 1959 г. историко-теоретического факультета Алма-атинской консерватории, до 1960 — преподаватель музыкального училища.
С 1960 — научный сотрудник Бурятского комплексного научно-исследовательского института (ныне Институт монголоведения, буддологии и тибетологии СО РАН). С 1966 — старший преподаватель, с 1968 — заведующий кафедрой истории и теории музыки Института культуры в Улан-Удэ.

## Творческая и научная деятельность
Б. Олзоев — автор исследований по проблемам истории и развития бурятской музыки, разделов, посвящённых музыкальной культуре Бурятии в «Истории музыки народов СССР» (т. 1—3. М., 1966—1968), статей о музыке и музыкантах Бурятской АССР в энциклопедических изданиях, статей, очерков и рецензий в журналах «Музыкальная жизнь», «Байкал», газетах «Правда Бурятии», «Молодая Бурятия» и др.

## Избранные публикации
- «Музыкально-песенное искусство бурят» («Краткие сообщения Бурятского комплексного научно-исследовательского института», вып. 4. Улан-Удэ, 1962),
- «Бурятские народные песни советского периода» («Труды Института культуры». Улан-Удэ, 1968), * «Монгольская народная музыка» («Труды Бурятского института общественных наук». Улан-Удэ, 1968),
- «Массовые песни, созданные композиторами Бурятии». Улан-Удэ, 1967.